# Sciacquone
Lo sciacquone è un dispositivo atto a scaricare violentemente un certo quantitativo di acqua (normalmente una decina di litri)  nel vaso sanitario, per trascinare via i materiali solidi e liquidi che vi siano stati depositati.
Esistono oggi numerose versioni di tale dispositivo: quella maggiormente diffusa nel mondo è quella primordiale a catenella, per la sua semplice ingegnosità.

## Lo sciacquone a catenella
Lo sciacquone a catenella si compone di una vasca in cui è contenuto un sifone a due gomiti G1 e G2, coperto da una campana C sollevabile attraverso un bilanciere. Una valvola a galleggiante V consente l'adduzione di acqua a bassa portata, in modo che il riempimento sia lento. Lo stesso galleggiante arresta il flusso quando l'acqua raggiunge il livello di regime appropriato. La regolazione del galleggiante e del livello di acqua accumulata avviene quasi sempre mediante la rotazione del galleggiante sulla propria asta o in senso orario o in antiorario.

## Le fasi del riempimento vasca
Partendo da una condizione di vasca vuota, si fa entrare l'acqua e si distinguono tre fasi:

### Fase 1
Fase 1: il livello L dell'acqua sale nella vasca da zero fino a L3, fig. 1.
Il livello dell'acqua cresce di pari passo nella vasca e sotto la campana C.

### Fase 2
Fase 2: il livello dell'acqua si mantiene costante e pari a L3 nella vasca e sotto la campana, mentre l'acqua che continua a entrare nella vasca tracima nel sifone e s'accumula nel gomito G1 fino a raggiungervi il livello L1, fig. 2. 
Quando l'acqua nel gomito G1 raggiunge il livello L1, il gomito viene chiuso e un certo volume di aria rimane imprigionato sotto la campana e nel primo tratto del sifone.

### Fase 3
Fase 3: l'acqua che continua ad entrare nella vasca continua a tracimare nel sifone e ad accumularsi nel gomito G1 dove il livello si alza oltre L1. In questo modo viene a ridursi il volume a disposizione dell'aria imprigionata sotto la campana. La pressione P di tale aria tende a crescere determinando l'insorgere di un dislivello ∆L tra i due rami del gomito G1 e di un analogo dislivello tra l'acqua nella vasca e quella sotto la campana. Questa fase porta ad una condizione di regime quando il livello nel ramo destro del gomito G1 porta l'acqua a raggiungere il livello L2, e a tracimare verso lo scarico, fig. 3. In questa condizione di regime l'acqua che entra dalla valvola di adduzione è pari a quella che tracima verso lo scarico. La bassa portata di adduzione in generale non consente l'innesco del sifone.
Il galleggiante della valvola di adduzione è predisposto per mantenere il livello nella vasca ad una quota un poco superiore ad L4, in maniera da avere un conveniente dislivello ∆L nel gomito G1 (e nella vasca rispetto alla campana), senza che ci sia flusso verso lo scarico.

## Lo svuotamento della vasca
Ora, se in queste condizioni si solleva la campana attraverso il bilanciere, la pressione P dell'aria sotto la campana si riduce improvvisamente e quindi l'acqua contenuta nel dislivello ∆L della vasca si precipita sotto la campana e di qui tracima violentemente nel sifone innescandolo e dando il via allo scarico.
In caso di malfunzionamento occorre verificare innanzi tutto che non vi sia accumulo di detriti nella vasca e nel gomito G1. Poi bisogna vedere se effettivamente si raggiunge la condizione di regime con un livello massimo di acqua appropriato (in generale un po' sopra la sommità della campana).
Per questo si fa riempire la vasca tenendo il galleggiante premuto verso il basso in modo che non possa interrompere il flusso. Si osserverà che a un certo momento il livello cessa di aumentare e contemporaneamente l'acqua comincia a fluire nel WC senza avviare lo scarico violento. Si segna questo livello massimo e poi si regola il galleggiante in modo che l'acqua nella vasca si fermi circa 1 cm al di sotto del livello massimo sopra trovato.